# Globalno harmonizovani sistem klasifikacije i obeležavanja hemikalija
Globalno harmonizovani sistem klasifikacije i obeležavanja hemikalija (GHS) je međunarodno dogovoreni standard kojim upravljaju Ujedinjene nacije koji je postavljen da zameni asortiman šema za klasifikaciju i obeležavanje opasnih materijala koji su se ranije koristili širom sveta. Osnovni elementi GHS-a uključuju standardizovane kriterijume za ispitivanje opasnosti, univerzalne piktograme upozorenja i bezbednosne listove koji korisnicima opasnih materija pružaju relevantne informacije sa doslednom organizacijom. Sistem deluje kao dopuna sistemu regulisanog transporta opasnih materija pod UN brojem. Implementacijom se upravlja preko Sekretarijata UN. Iako je za usvajanje bilo potrebno vreme, od 2017. godine, sistem je u značajnoj meri usvojen u većini velikih zemalja sveta. Ovo uključuje Evropsku uniju, koja je implementirala GHS Ujedinjenih nacija u zakon EU kao CLP uredbu, i standarde Uprave za bezbednost i zdravlje na radu Sjedinjenih Država.

## Literatura
- Fagotto, Elena; Fung, Archon (2003), „Improving Workplace Hazard Communication”, Issues in Science & Technology (на језику: енглески), 19 (2): 63, doi:10.1002/pam.20160, Архивирано из оригинала 2009-01-29. г., Приступљено 2009-03-08
- Baichoo, Pavan; Dardelin, Brenda; Krueger, Jonathan (2006), „ILO Activities in the Area of Chemical Safety”, African Newsletter on Occupational Health and Safety (на језику: фински), 16: 52—55
- Obadia, I. (2003), „ILO Activities in the Area of Chemical Safety”, Toxicology, 190 (1–2): 105—15, PMID 12909402, doi:10.1016/S0300-483X(03)00200-2
- A Guide to the Globally Harmonized System of Classification and Labeling of Chemicals (GHS) (на језику: енглески), Occupational Health and Safety Administration, 2006, Архивирано из оригинала 2. 7. 2007. г., Приступљено 13. 7. 2007
- Smith, Sandy (2007), „GHS: A Short Acronym for a Big Idea”, Occupational Hazards (на језику: енглески), 69 (5): 6
- Globally Harmonized System of Classification and Labelling of Chemicals (GHS) (на језику: енглески), United Nations Economic Commission for Europe, 2007, Приступљено 13. 7. 2007

## Spoljašnje veze
- About the GHS
- Globally Harmonized System of Classification and Labelling of Chemicals (GHS) - Ninth revised edition